# Saint-Myon
Saint-Myon è un comune francese di 553 abitanti situato nel dipartimento del Puy-de-Dôme nella regione dell'Alvernia-Rodano-Alpi.

## Storia

### Simboli
Lo stemma comunale è stato adottato il 5 dicembre 2024.

## Società

### Evoluzione demografica
Abitanti censiti